# Seznam endemitních rostlin Izraele
Seznam endemitních rostlin Izraele
V Izraeli a na území palestinské autonomie existuje 2867 známých druhů rostlin, ale většina z nich roste také v jiných zemích. Rostliny v následujícím seznamu rostou však jen zde.
- Aegilops sharonensis
- Allium papillare
- Allium telavivense
- Anacamptis israelitica
- Anthemis brachycarpa
- Anthemis leucanthemifolia
- Aristida sieberiana
- Atractylis carduus
- Ballota philistaea
- Bromus rigidus
- Campanula sulphurea
- Centaurea procurrens
- Colchicum feinbruniae
- Convolvulus secundus
- Crepis aculeata
- Crocus aleppicus
- Cutandia philistaea
- Echinops philistaeus
- Erodium subintegrifolium
- Erodium telavivense
- Ferula samariae
- Gagea dayana
- Galium philistaeum
- Iris atrofusca
- Iris atropurpurea
- Iris vartanii
- Leopoldia bicolor
- Leopoldia eburnea
- Linaria joppensis
- Lupinus palaestinus
- Lycium schweinfurthii
- Maresia pulchella
- Onopordum telavivense
- Paronychia palaestina
- Phlomis brachyodon
- Picris amalecitana
- Plantago sarcop
- Polygonum palaestinum
- Rumex occultans
- Rumex rothschildianus
- Scandix blepharicarpa
- Senecio joppensis
- Silene modesta
- Silene papillosa
- Silene telavivensis
- Tamarix aphylla
- Tordylium aegyptiacum
- Trifolium billardieri
- Trifolium dichroanthum
- Trifolium palaestinum
- Trifolium philistaeum
- Trisetaria koelerioides
- Tulipa boissieri
- Verbascum berytheum